# Phước tám ngón
Phước tám ngón tên thật là Nguyễn Hữu Thành (1971 hoặc 1972 – 1998), là người đầu tiên đào thoát được khỏi trại giam Chí Hòa kể từ sau năm 1975 cho đến nay. Phước hai lần bị tòa tuyên án tử hình trong 2 phiên tòa diễn ra cách nhau 2 năm.. Biệt danh "tám ngón" xuất phát từ việc Phước tự chặt đứt 2 ngón trên bàn tay trái của mình nên chỉ còn 8 ngón tay lành lặn.
Phước sinh ra trong một gia đình nghèo tại xã Dĩ An, huyện Thuận An, tỉnh Sông Bé, nay thuộc Bình Dương. Năm 1988, Phước bị Tòa án nhân dân quận Gò Vấp tuyên án 36 tháng tù về hành vi trộm cắp. Đến khi mãn hạn tù, Phước lại tiếp tục bị Công an Thành phố Hồ Chí Minh bắt rồi di lý cho Công an Vũng Tàu đưa đi cưỡng bức lao động. Không chịu cải tạo, Phước trốn trại, mua vũ khí, tập hợp đàn em rồi thành lập băng cướp. Đây cũng là thời kỳ mà tên tuổi của Phước "tám ngón" nổi lên trong giới giang hồ như một ông trùm giết người máu lạnh.

## Hai lần bị tuyên án tử hình
Trong những năm 1990, băng cướp của Phước "tám ngón" liên tục gây ra những vụ cướp bóc vô cùng manh động. Phước nổi tiếng về độ hung hãn, luôn sử dụng súng AK cưa báng để cướp tài sản và bắn chết nạn nhân nếu có ý định chống cự. Công an Thành phố Hồ Chí Minh phải mất hơn 1 năm lập chuyên án mới bắt được Phước "tám ngón", và triệt phá được băng cướp. Ngày 24 tháng 6 năm 1994, Tòa án nhân dân Thành phố Hồ Chí Minh đã tuyên án tử hình Phước "tám ngón" về các tội giết người và cướp tài sản.
Đêm 26 tháng 3 năm 1995, Phước đã gây ra vụ vượt ngục tại trại giam Chí Hòa. Sau khi vượt ngục, Phước tiếp tục mua vũ khí, thành lập băng nhóm và gây ra những vụ cướp của giết người đặc biệt nghiêm trọng. Đến gần 200 ngày sau khi Phước đào tẩu thành công, Công an Thành phố Hồ Chí Minh mới bắt lại được Phước. Ngày 29 tháng 4 năm 1996, Băng nhóm của Phước tám ngón gồm có 13 bị cáo bị đưa ra xét xử tại Tòa án nhân dân Thành phố Hồ Chí Minh. Với hàng loạt tội ác đã gây ra, Nguyễn Hữu Thành tức Phước "tám ngón" tiếp tục lĩnh án tử hình lần thứ 2. Năm 1998, Phước tám ngón bị xử bắn tại pháp trường Long Bình thuộc Quận 9 (nay là thành phố Thủ Đức).

## Kế hoạch đào tẩu
Trong thời gian bị giam tại buồng biệt giam của Khám Chí Hòa, Phước cũng giống như những tử tù khác bị cùm chân bằng một cùm sắt phi 10 hình chữ U. Trong những ngày tháng sống trong buồng biệt giam, lúc nào Phước cũng nung nấu ý định trốn trại. Dụng cụ để vượt ngục của Phước gồm có 1 chiếc dao lam, 1 hộp quẹt gas, 1 khoen sắt tròn được uốn thẳng, và quần áo tù nhân chính mình đang mặc. Dao lam và hộp quẹt gas là do Phước xin được từ một phạm nhân được cử làm công tác dọn vệ sinh và đưa cơm vào buồng biệt giam. Khoen sắt tròn là Phước lấy từ khung cửa nhà vệ sinh.
Sau khi có được lưỡi dao lam và hộp quẹt gas, Phước giấu vào lỗ hổng trong vách tường rồi dán giấy báo đè lên. Với chiếc dao lam, Phước bẻ làm đôi và kiên trì dùng 2 mảnh lưỡi dao lam để cưa đứt chiếc cùm chân của mình. Vì lưỡi dao mỏng, đường cưa nhỏ, do vậy quá trình Phước cưa cùm không phát ra tiếng động. Để tránh bị phát hiện, Phước luồn những sợi vải vào mạch cưa, rồi dùng hộp quẹt gas để tỉ mẩn đốt khiến nhựa vải chảy ra phủ kín vết cưa. Với chiếc khoen sắt tròn lấy từ khung cửa nhà vệ sinh, Phước cho vào cùm sắt uốn lại thành một thanh sắt thẳng.
Đêm ngày 26/3/1995, khoảng 21 giờ, Phước bắt đầu tháo cùm chui vào nhà vệ sinh. Tại đây, Phước lấy thanh sắt đã được uốn thắng làm chiếc dùi để khoét vách tường thành một lỗ hổng vừa đủ lọt người qua. Do khu vực này tường ẩm thấp, nên Phước tiến hành khá dễ dàng. Số xi măng và cát vụn khoét từ tường ra, Phước trút vào lỗ cầu vệ sinh rồi đổ nước cho trôi đi. Còn số gạch thì Phước bê vào trong chỗ ngủ, sắp xếp thành một hình trông giống như hình người đang nằm, rồi lấy chăn (mền) phủ kín lên trên hình nộm đó để ngụy trang.
Khoét tường xong, Phước khom người luồn qua lỗ hổng để chui ra phía cầu thang lầu bên ngoài buồng giam số 15, rồi men theo cầu thang xuống dưới. Khi nghe thấy tiếng bước chân tuần tra đêm của cán bộ quản giáo, Phước bèn leo cầu thang ngược trở lên nóc nhà rồi cứ thế đi trên nóc nhà để sang khu AH.
Tại đây, Phước cởi quần áo tù nhân đang mặc để nối lại thành một sợi dây rồi cột một đầu vào kèo nhà còn đầu kia thả để theo dây mà đu xuống. Nhưng đang đu thì dây đứt nên Phước bị té sấp xuống mặt đất, bất tỉnh. Chừng hơn một tiếng sau thì Phước mới tỉnh lại, biết mình vẫn còn đang ở trong khu giam, Phước cố nén đau vùng dậy lết đến cây cột điện ở gần đó. Mặc dù cả chân và cột sống đều bị chấn thương nhưng Phước vẫn trèo lên được cột điện khá cao để rồi từ đó leo qua hàng rào tụt xuống đất. Đây là địa phận khu tập thể của gia đình cán bộ quản giáo nằm kề trại.
Lúc này đã là tờ mờ sáng. Phước lết vào trong sân, thấy có một bộ đồ cảnh sát đang phơi, một chiếc xe đạp và một đôi dép. Phước lấy bộ đồ cảnh sát mặc vào người, xỏ dép, rồi dắt xe đạp đi thẳng ra cổng chính của trại Chí Hòa. Qua phòng trực cổng trại, Phước bình tĩnh bảo anh cảnh sát trực mở cổng để ra ngoài uống cà phê. Thấy Phước mặc cảnh phục dắt xe đạp đi ra từ khu gia đình cán bộ, viên cảnh sát trực cổng trại ngỡ đó là cán bộ trong trại nên đã mở cổng cho Phước dắt xe ra ngoài.